# Zmarli w czerwcu 2017

## Czerwiec 2017
- 30 czerwca
  - Darrall Imhoff – amerykański koszykarz, środkowy, mistrz olimpijski (1960)[1]
  - Tadeusz Kijonka – polski prozaik, poeta i dziennikarz, poseł na Sejm PRL IX i X kadencji[2][3]
  - Janina Rafałowska – polski lekarz, neurolog i neuropatolog, prof. dr hab. med.[4]
  - Simone Veil – francuska polityk, przewodnicząca Parlamentu Europejskiego[5]
- 29 czerwca
  - Zbigniew Kwaśniewski – polski piłkarz[6]
  - John Monckton – australijski pływak, medalista olimpijski[7]
  - Louis Nicollin – francuski działacz piłkarski, prezes Montpellier HSC[8]
  - Dave Semenko – kanadyjski hokeista[9]
  - Pan Qingfu – chiński mistrz wushu[10][11]
- 28 czerwca
  - Phil Cohran – amerykański trębacz jazzowy[12]
  - Gary DeCarlo – amerykański piosenkarz[13]
  - Agata Drozdowska – polska kostiumograf[14]
  - Bernard Nottage – bahamski polityk, lekarz i lekkoatleta[15]
  - Nic Ritter – amerykański perkusista, członek zespołu Warbringer[16][17]
  - Szymon (Romańczuk) – polski biskup prawosławny, arcybiskup łódzki i poznański w latach 1981–2017[18]
  - Wim Vergeer – holenderski polityk i związkowiec[19]
  - Barbara Zientarska – polska działaczka opozycji w okresie PRL[20]
- 27 czerwca
  - Geri Allen – amerykańska pianistka jazzowa, kompozytor i pedagog[21]
  - Peter Berger – amerykański socjolog[22]
  - Piotr Bikont – polski dziennikarz i krytyk kulinarny[23]
  - Michael Bond – brytyjski pisarz, autor Misia Paddingtona[24]
  - Mikołaj Krzysztof Borek – polski dyrygent[25]
  - Nemezjusz Kasztelan – polski działacz i sędzia jeździecki[26]
  - Mikael Nyqvist – szwedzki aktor[27]
  - João Oneres Marchiori – brazylijski biskup katolicki[28]
  - Dave Rosser – amerykański gitarzysta, członek zespołu The Afghan Whigs[29]
  - Zofia Sadecka – polska prof. dr hab. inż. nauk technicznych, związana z UZ[30][31]
  - Suh Yun-bok – koreańskji lekkoatleta, maratończyk[32]
  - Maksym Szapował – ukraiński dowódca wojskowy, uczestnik pierwszej bitwy o Port lotniczy Donieck[33][34]
  - Mustafa Talas – syryjski generał, minister obrony Syrii w latach 1972–2004[35]
  - Suh Yun-bok – południowokoreański maratończyk[36]
  - Anthony Young – amerykański baseballista[37]
- 26 czerwca
  - Doug Peterson – amerykański projektant jachtów regatowych[38][39]
  - Eugène Remilly – francuski polityk i działacz gospodarczy, eurodeputowany I kadencji (1979–1984)[40]
  - Henryk Sachs – polski piłkarz[41]
  - Habib Thiam – senegalski polityk, premier Senegalu w latach 1981–1983, 1991–1998[42]
- 25 czerwca
  - Artur Bęben – polski specjalista w zakresie maszyn i urządzeń wiertniczych, prof. dr hab. inż.[43]
  - Elsa Daniel – argentyńska aktorka[44]
  - Sunil Joshi – nepalski sztangista, uczestnik Letnich Igrzysk Olimpijskich 1996[45]
  - Borys Kierdaszuk – polski biofizyk, prof. dr hab.[46]
  - Włodzimierz Kraszewski – polski kardiolog, doc. dr hab. nauk med.[47][48]
  - Félix Mourinho – portugalski piłkarz[49]
  - Krzysztof Wankowski – polski żużlowiec[50]
  - Gordon Wilson – szkocki polityk[51]
- 24 czerwca
  - Nils Nilsson – szwedzki hokeista[52]
  - Véronique Robert – francuska dziennikarka[53]
- 23 czerwca
  - Margaux Fragoso – amerykańska pisarka[54]
  - Tonny van der Linden – holenderski piłkarz[55]
  - Stefano Rodotà – włoski prawnik, profesor, wykładowca akademicki, polityk[56]
  - Tetsuo Sekigawa – japoński wrestler[57]
  - Bogdan Walendziak – polski zawodnik oraz działacz łyżwiarstwa szybkiego[58][59]
- 22 czerwca
  - Miguel Beleza – portugalski ekonomista, minister finansów (1990–1991), prezes Banco da Portugal (1992–1994)[60]
  - Gunter Gabriel – niemiecki piosenkarz country[61]
  - Tone Kropušek – jugosłowiański polityk i przedsiębiorca, przewodniczący Prezydium (prezydent) Socjalistycznej Republiki Słowenii (1973–1974)[62]
  - Quett Masire – botswański polityk, prezydent Botswany w latach 1980–1998[63]
  - Edmund Muszyński – polski uczestnik II wojny światowej oraz powojenny działacz kombatancki, kawaler orderów[64]
  - Jimmy Nalls – amerykański gitarzysta, członek zespołu Sea Level[65]
  - Wojciech Potkański – polski specjalista w dziedzinie aerodynamiki i obliczeń flatterowych[66]
  - John Raphael Quinn – amerykański duchowny katolicki, arcybiskup metropolita San Francisco w latach 1977–1995[67]
  - Krystyna Tyszkowska – polska dziennikarka[68][69]
  - Wojciech Zawadzki – polski fotograf[70]
  - Nikołaj Żugan – radziecki generał major lotnictwa, Bohater Związku Radzieckiego[71]
- 21 czerwca
  - Jurij Iwanowicz Drozdow – radziecki generał major KGB[72]
  - Mieczysław Działowski – polski pilot, poeta i literat[73]
  - Tomasz Gnat – amerykański duchowny starokatolicki polskiego pochodzenia, biskup PNKK[74]
  - Marek Janicki – polski specjalista w zakresie reklamy[75]
  - Leroy Jenkins – amerykański  teleewangelista[76]
  - Artur Korobowicz – polski specjalista historii państwa i prawa, prof. dr hab.[77][78]
  - Steffi Martin – niemiecka saneczkarka reprezentująca NRD, dwukrotna mistrzyni olimpijska i świata, medalistka mistrzostw Europy, zwyciężczyni Pucharu Świata[79]
  - Maria Remiezowicz – polska urzędniczka sektora pomocy społecznej i działaczka samorządowa[80]
  - Ilkka Teromaa – fiński żużlowiec, działacz Międzynarodowej Federacji Motocyklowej[81][82]
  - Howard Witt – amerykański aktor[83]
  - Tadeusz Wójcik – polski zawodnik i trener szachowy[84]
- 20 czerwca
  - Siergiej Mylnikow – radziecki i rosyjski hokeista, reprezentant ZSRR, mistrz olimpijski i trzykrotny mistrz świata[85]
  - Karol Meissner – polski duchowny katolicki, benedyktyn, psycholog[86]
  - Prodigy – amerykański raper[87]
  - Ludger Rémy – niemiecki dyrygent i klawesynista[88]
  - Stanisław Toporowski – polski uczestnik II wojny światowej, kawaler Orderu Virtuti Militari[89]
  - Ryszard Urliński – polski wojskowy, doktor nauk wojskowych, wojewoda elbląski w latach 1981–1989[90]
- 19 czerwca
  - Brian Cant – brytyjski aktor, prezenter telewizyjny[91]
  - Ivan Dias – indyjski duchowny katolicki, dyplomata watykański, arcybiskup Mumbaju, kardynał[92]
  - Wivianne Freivald – szwedzka lekkoatletka, dyskobolka[93]
  - Zoltan Sarosy – kanadyjski szachista węgierskiego pochodzenia[94]
  - Otto Warmbier – amerykański student ekonomii więziony w Koreańskiej Republice Ludowo-Demokratycznej[95][96]
- 18 czerwca
  - Jacek Brzozowski – polski literaturoznawca, profesor Uniwersytetu Łódzkiego[97][98]
  - Pierluigi Chicca – włoski szermierz, medalista olimpijski[99]
  - Eugeniusz Dylewicz – polski zawodnik i trener koszykówki[100]
  - Keith Farnham – amerykański polityk[101]
  - Wiesław Jaworski – polski samorządowiec, geodeta i przedsiębiorca, starosta świdnicki (1998–1999)[102][103]
  - Tim Hague – kanadyjski zawodnik MMA[104]
  - Adam Wojciech Marczewski – polski chemik, doktor habilitowany, pracownik akademicki UMCS[105][106]
  - Antonio Medellín – meksykański aktor[107]
  - Zofia Pomian-Piętka – polska poetka i pisarka[108]
  - Kazimierz Sobczyk – polski matematyk[109]
- 17 czerwca
  - Stanisław Bakuła – polski specjalista chorób wewnętrznych, toksykologii i rehabilitacji, prof. nadzw. Gdańskiego Uniwersytetu Medycznego[110]
  - Zygmunt Biernacki – polski elektrotechnik, prof. dr hab. inż.[111][112]
  - Iván Fandiño – hiszpański toreador[113]
  - Larry Grantham – amerykański futbolista[114]
  - Józef Grudzień – polski bokser, mistrz i wicemistrz olimpijski[115]
  - Jan Hruszowiec – polski duchowny katolicki, Honorowy Obywatel Gminy Kostomłoty[116]
  - Juliette Hykiel – angielska działaczka humanitarna na rzecz pomocy represjonowanym polakom w okresie PRL[117]
  - Danuta Kaczorowska – polska pediatra[118]
  - Baldwin Lonsdale – vanuacki polityk, prezydent Vanuatu w latach 2014–2017[119]
  - Mikołaj (Hroch) – ukraiński biskup prawosławny[120]
  - Maria Nowakowska – polska chemiczka[121]
  - Venus Ramey – amerykańska aktywistka, Miss America (1944)[122]
  - Henryk Edward Tuliszko – polski pilot, uczestnik II wojny światowej, kawaler orderów[123]
  - Antoni Walerych – polski rzeźbiarz, malarz, artysta współczesny[124][125]
  - Emil Wojtaszek – polski dyplomata i polityk[126]
  - Andrzej Żurek – polski brydżysta[127]
- 16 czerwca
  - John G. Avildsen – amerykański reżyser filmowy[128]
  - Ryszard Błachut – polski piłkarz[129]
  - Christian Cabrol – francuski lekarz, kardiochirurg i transplantolog, eurodeputowany IV kadencji[130]
  - Jerzy Dęga – polski działacz związkowy, kawaler orderów[131]
  - Stephen Furst – amerykański aktor i reżyser[132]
  - Jan Henryk Goch – polski lekarz, prof. dr hab.[133][134]
  - Mieczysław Kalenik – polski aktor[135]
  - Edzai Kasinauyo – zimbabwejski piłkarz[136]
  - Helmut Kohl – niemiecki polityk (CDU), w latach 1969–1976 premier rządu Nadrenii-Palatynatu, 1982–1998 kanclerz Republiki Federalnej Niemiec[137]
  - Marek Kozielski – polski piłkarz ręczny[138]
  - Wincenty Ronisz – polski reżyser[139][140]
  - Günter Siebert – niemiecki piłkarz, działacz piłkarski[141]
  - Emilia Ewa Siurawska – polska działaczka na rzecz ochrony zabytków[142]
  - Marcin Więcław – polski reżyser filmów dokumentalnych[143]
  - Jan Mieczysław Żytowiecki – polski działacz podziemia niepodległościowego w czasie II wojny światowej, Honorowy Obywatel miasta Różan[144]
- 15 czerwca
  - Aleksiej Batałow – rosyjski aktor[145]
  - Jurij Bojko – ukraiński malarz i działacz kulturalny[146][147]
  - Gustaw Bujok – polski skoczek narciarski i kombinator norweski[148]
  - Bill Dana – amerykański komik, aktor i scenarzysta[149]
  - Marion Goldin – amerykańska dziennikarka[150]
  - Dorota Nowak – polska działaczka kulturalna[151]
  - Tadeusz Nycz – polski zawodnik i działacz szachowy[152]
- 14 czerwca
  - Czesław Arkuszyński – polski hotelarz i publicysta, kawaler orderów[153]
  - Christa Czekay – niemiecka lekkoatletka, sprinterka[154]
  - Henry Deutschendorf – amerykański aktor dziecięcy[155]
  - Jacques Foix – francuski piłkarz[156]
  - Andrzej Kiszka – polski działacz powojennego podziemia antykomunistycznego oraz działacz kombatancki[157]
  - Waldemar Pakszys – polski neurolog, doc. dr hab. n. med.[158]
  - Marek Ryndak – polski kierowca rajdowy[159]
  - Hein Verbruggen – holenderski działacz kolarski, prezydent Union Cycliste Internationale[160]
- 13 czerwca
  - A.R. Gurney – amerykański dramaturg i powieściopisarz[161]
  - Anita Pallenberg – niemiecko-włoska aktorka i modelka[162]
- 12 czerwca
  - Piotr Andrejew – polski reżyser i scenarzysta[163]
  - Sam Beazley – angielski aktor[164]
  - Władysław Boczoń – polski chemik, prof. dr hab.[165]
  - Philip Gossett – amerykański muzykolog[166]
  - Gheorghe Gușet – rumuński lekkoatleta, kulomiot[167]
  - Stanisław Jurczak – polski bokser[168]
  - Andrzej Kisielewski – polski pedagog, prof. Wyższej Szkoły Pedagogiki i Administracji im. Mieszka I w Poznaniu[169][170][171]
  - Wołodymyr Kosyk – ukraiński historyk[172]
  - Bruce MacCallum – amerykański operator filmowy[173][174]
  - Jan Marian Małecki – polski historyk, rektor Uniwersytetu Ekonomicznego w Krakowie[175]
  - Charles P. Thacker – amerykański informatyk[176]
- 11 czerwca
  - Mariusz Bondarczuk – polski dziennikarz, wydawca, regionalista[177]
  - Marek Kwapiszewski – polski literaturoznawca, profesor nadzwyczajny UMCS[178][179]
  - Roman Simon – polski działacz państwowy, przewodniczący Prezydium Miejskiej Rady Narodowej i naczelnik Raciborza (1963–1974)[180]
  - Rosalie Sorrels – amerykańska piosenkarka folkowa[181]
- 10 czerwca
  - Jerzy Bętkowski – polski zawodnik i trener koszykarski[182]
  - Andrzej Jesień – polski lekkoatleta i trener lekkoatletyczny[183]
  - Jerry Nelson – amerykański astronom[184]
  - Stanisław Pasiciel – polski muzealnik, dyrektor Muzeum Początków Państwa Polskiego w Gnieźnie[185]
- 9 czerwca
  - Andrzej Baturo – polski fotograf[186]
  - Romualda Hofertienė – litewska nauczycielka i działaczka oświatowa, polityk[187]
  - Ewald Janusz – polski kajakarz, olimpijczyk z Meksyku 1968[188]
  - Wiesław Kruk – polski kulturysta[189]
  - Tadeusz Suwaj – polski architekt[190]
  - Andimba Toivo ya Toivo – namibijski polityk[191]
  - Adam West – amerykański aktor[192]
- 8 czerwca
  - Morten Ågheim – norweski skoczek narciarski[193]
  - Joachim Gacka – polski piłkarz[194][195]
  - Glenne Headly – amerykańska aktorka[196]
  - Antoni Stefan Kąsinowski – polski architekt i konserwator zabytków[197][198]
  - Jan Notermans – holenderski piłkarz i trener piłkarski[199]
  - Sam Panopoulos – kanadyjski restaurator pochodzenia greckiego, uznawany za twórcę pizzy hawajskiej[200][201]
  - Jerzy Peltz – polski dziennikarz i krytyk filmowy, uczestnik powstania warszawskiego[202]
  - Norro Wilson – amerykański piosenkarz country[203]
- 7 czerwca
  - Zbigniew Baucz – polski działacz podziemia niepodległościowego w czasie II wojny światowej, kawaler orderów[204]
  - Michael Francis Gibson – francuski krytyk i teoretyk sztuki[205]
  - Henryk Linowski – polski samorządowiec, burmistrz Ursusa (1993–2003)[206]
  - Stanisław Robaszkiewicz – polski fizyk, prof. dr hab.[207]
  - Jacek Rożyński – polski lekarz, płk dr n. med., uczestnik wyprawy antarktycznej w latach 1979–1981[208]
  - Jerzy Wojciech Rudziński – polski rzeźbiarz[209]
  - Kazimierz Szydło – polski żołnierz, uczestnik II wojny światowej, kawaler VM[210]
  - Marian Świątek – polski społecznik, regionalista i samorządowiec[211]
  - Zbigniew Tadeusz Wierzbicki – polski socjolog, prof. dr hab.[212]
  - Andrzej Zakrzewski – polski dziennikarz, redaktor Polskiego Radia, długoletni kierownik redakcji rozrywki w Programie III[213]
- 6 czerwca
  - Adnan Chaszukdżi – saudyjski przedsiębiorca, handlarz bronią[214]
  - Vin Garbutt – brytyjski piosenkarz folkowy[215]
  - Ludwik Kaszowski – polski geograf i duchowny katolicki, dr hab.[216]
  - Latifur Rahman – banglijski polityk i sędzia[217].
  - Márta Rudas – węgierska lekkoatletka[218]
  - Paul Zukofsky – amerykański skrzypek i dyrygent[219]
  - Rokas Žilinskas – litewski dziennikarz, prezenter telewizyjny i polityk, poseł na Sejm Republiki Litewskiej[220]
- 5 czerwca
  - Marcos Coll – kolumbijski piłkarz[221]
  - Helen Dunmore(inne języki) – brytyjska poetka i pisarka[222]
  - Andrzej Dworski – polski dziennikarz i działacz polonijny[223]
  - Stanisław Dziekański – polski fotograf[224]
  - Jan Wojciech Gadomski – polski dziennikarz i publicysta[225]
  - Anna Jókai – węgierska pisarka[226][227]
  - Steven Lenoir – francuski motocyklista rajdowy[228]
  - Antonio Neri – włoski duchowny katolicki, podsekretarz Kongregacji ds. Duchowieństwa[229]
  - Józef Piątek – polski samorządowiec, burmistrz Nowogrodu (1990–2002, 2006–2017)[230]
  - Peter Sallis – brytyjski aktor[231]
  - Giuliano Sarti – włoski piłkarz[232]
  - Remigiusz Stasiak – polski fotograf i działacz opozycji w okresie PRL[233]
  - Cheik Tioté – iworyjski piłkarz[234]
  - Paweł Ziółkowski – polski sztangista[235]
- 4 czerwca
  - Bogusław Drewniak – polski historyk, prof. dr hab.[236]
  - Juan Goytisolo – hiszpański pisarz[237]
  - Roger Smith – amerykański aktor[238]
  - Jack Trout – amerykański teoretyk i praktyk marketingu[239]
- 3 czerwca
  - Władysław Bułka – polski polityk, dziennikarz i związkowiec, poseł na Sejm II i III kadencji, senator V kadencji[240]
  - David Choby – amerykański duchowny katolicki, biskup[241]
  - Jadwiga Dzikówna – polska śpiewaczka operowa[242]
  - Niels Helveg Petersen – duński polityk, minister spraw zagranicznych i lider Det Radikale Venstre[243]
  - Jimmy Piersall – amerykański baseballista[244]
  - Hanna Raszkiewicz – polska działaczka kulturalna, założycielka i kierownik artystyczny zespołu Akacjowe Śpiewule[245][246]
  - Józef Ścibor – polski muzykolog i duchowny katolicki, profesor KUL[247]
- 2 czerwca
  - Roman Kliś – polski sztangista[248]
  - Léon Lemmens – belgijski duchowny katolicki, biskup[249]
  - Maria Myślińska – polski stomatolog, doc. dr hab. n. med.[250]
  - Jack O’Neill – amerykański surfer, twórca pianek neoprenowych[251][252]
  - Anna Opacka – polska badaczka literatury, metodyk nauczania[253]
  - Jerzy Pelc – polski filozof, profesor Uniwersytetu Warszawskiego[254]
  - Henryk Sobieski – polski dyplomata[255]
  - Jeffrey Tate – angielski dyrygent[256]
  - Tomasz Wieczorkiewicz – polski działacz społeczny, Honorowy Obywatel Jarosławia[257]
- 1 czerwca
  - Roy Barraclough – angielski aktor[258]
  - Roberto De Vicenzo – argentyński golfista[259]
  - Tankred Dorst – niemiecki pisarz[260]
  - Alois Mock – austriacki polityk, prawnik, minister edukacji, spraw zagranicznych, wicekanclerz, przewodniczący Austriackiej Partii Ludowej (ÖVP)[261]
  - Jerzy Andrzej Pogorzelski – polski specjalista budownictwa, prof. dr hab. inż.[262][263]

data dzienna nieznana
- Franciszek Derra – polski baśkarz, pierwszy sportowo wyłoniony Mistrz Polski w Baśkę[264]